# Pleistoanser bravardi
Pleistoanser bravardi är en utdöd fågel i familjen änder inom ordningen andfåglar. Den beskrevs 2006 utifrån fossila lämningar från pleistocen funna i Argentina.